# Franz Greßl
Franz Greßl (* 20. Jänner 1936 in Ritzenberg, Gemeinde St. Leonhard am Forst) ist ein ehemaliger österreichischer Politiker (ÖVP) und Landwirt. Er war von 1983 bis 1993 Abgeordneter zum Landtag von Niederösterreich.
Greßl besuchte nach der Volks- und Hauptschule die landwirtschaftliche Fachschule in Pyhra und machte sich 1966 als Landwirt selbständig. Daneben engagierte es sich als Bauernbundobmann und ÖVP-Bezirksparteiobmann Mank und wurde 1970 in den Gemeinderat von Ritzenberg gewählt. Zwischen den Jahren 1975 und 1980 übernahm er dort die Funktion eines geschäftsführenden Gemeinderats, 1980 stieg er zum Vizebürgermeister auf, von 1985 bis 1995 war er erneut Gemeinderat. Greßl, dem der Berufstitel Ökonomierat verliehen wurde, engagierte sich zudem von 1978 bis 1997 als Obmann der Bezirksbauernkammer Mank und vertrat die ÖVP zwischen dem 4. November 1983 und dem 7. Juni 1993 im Niederösterreichischen Landtag. 